# Pamela Smith
Pamela Margaret Elizabeth Berry, baronne Hartwell (née Smith; 16 mai 1914 - 7 janvier 1982), est une mondaine britannique, connue pour son salon politique. Elle fait partie des Bright Young Things et Cecil Beaton écrit une entrée à son sujet dans son The Book of Beauty. Elle devient l'une des chefs de file des musées britanniques.

## Biographie
Née à Londres, benjamine de F. E. Smith, 1er comte de Birkenhead, et de Margaret Eleanor Furneaux, fille de l'universitaire Henry Furneaux, elle est appelée Lady Pamela,. Alors qu'elle est encore adolescente, Cecil Beaton écrit d'elle et de sa sœur Eleanor dans The Book of Beauty, "Pamela est comme la petite Robinetta de Sir Joshua Reynolds avec le muguet sur son épaule relevée.".
En 1936, elle épouse Michael Berry qui travaille dans des journaux londoniens, en tant que rédacteur en chef et président du Sunday Telegraph et du Daily Telegraph. Il est brièvement 3e vicomte Camrose avant de renoncer au titre. Le couple a quatre enfants : Adrian Berry (1937-2016), l'hon. Nicholas William Berry (1942–2016), l'hon. Harriet Mary Margaret Berry (née en 1944) et l'hon. Eleanor Agnes Berry (née en 1950).
L'intérêt de Lady Pamela pour la politique américaine l'amène à observer les candidats à la présidence, voyageant avec eux dans des avions et des bus après les années 1950. Dans les années 1970, elle siège au conseil consultatif du Victoria and Albert Museum (1973 à 1978) et est présidente de la British Museum Society pendant quatre ans avant de devenir administratrice du musée en 1979. Elle préside également l'Incorporated Society of London Fashion Designers et est active au sein de la section britannique du Franco-British Council, travaillant à la promotion de la mode britannique à l'international. Elle est décédée le 7 janvier 1982.